# The House of Yes
The House of Yes är en film från 1997 med Parker Posey, Josh Hamilton, Geneviève Bujold, Freddie Prinze, Jr, Tori Spelling och Rachael Leigh Cook. Filmen visades i TV4 den 15 november 2002 och den 11 januari 2003. Den hade videorelease i Sverige 1998. Verkställande producent för filmen är Robert Berger.

## Handling
Jackie-O (Parker Posey), tror att hon är Jackie Kennedy och när hennes bror Marty (Josh Hamilton) kommer hem till Thanksgiving med sin fästmö Lesly (Tori Spelling) förlorar hon fattningen. Det visar sig under kvällen och natten att Marty och Jackie-O har haft ett incestuöst sexuellt förhållande trots att de är tvillingar. Förvirrad har sedan Lesly sex med Marty och Jackie-Os bror Anthony (Freddie Prinze Jr). Efter att detta kommit ut skjuter Jackie-O Marty och Lesly springer ifrån huset.

## Medverkande
- Parker Posey, Jackie-O
- Josh Hamilton, Marty
- Tori Spelling, Lesly
- Freddie Prinze Jr., Anthony
- Geneviève Bujold,	Mrs. Pascal
- Rachael Leigh Cook, Jackie-O som ung
- David Love, unga Martys röst